# Ulotrichopus sumatrensis
Ulotrichopus sumatrensis är en fjärilsart som beskrevs av Louis Beethoven Prout 1928. Ulotrichopus sumatrensis ingår i släktet Ulotrichopus och familjen nattflyn. Inga underarter finns listade i Catalogue of Life.